# Uffe Buchard
Uffe Buchard (født 10. januar 1967 og opvokset i Aabenraa) er dansk kreativ direktør, chefredaktør, Tv-vært og modeskribent. Søn af maler og musiker, Bernt Henrik Buchard og butiksassistent Inger Buchard f. Lassen Schmidt. Han blev student fra Aabenraa Statsskole i 1987. Han tog en HH på Niels Brocks Handelsskole i 1988/89.

## Baggrund
Uffe Buchard er oprindeligt uddannet frisør og makeup-artist. I begyndelsen af 1990’erne havde Buchard agenter flere steder i verden og arbejdede for internationale kunder som Kenzo, Cartier og Harrods. Hans editorielle arbejde indbefattede jobs for Harpes Bazaar, Marie Claire, Elle og ikke mindst Vogue.
Buchards TV-karriere tog fart i 1995 – først som vært på modeprogrammet Deluxe på TV2 og derefter i et stort antal andre programmer – deriblandt dokumentarserien om hans liv Modebosserne på DR2 og Danmarks Skønneste Sommerhus på DR1. Dertil var han dommer og kreativt ansvarlig for 7 sæsoner af Danmarks Næste Topmodel.
Formidling af mode og livstilsstof kom i fokus og Buchard blev modeskribent for de nationale aviser Jyllandsposten og senere for Politiken, hvor han fast dækkede de internationale modeuger. Siden hen blev han moderedaktør hos Danmarks førende modetitel Eurowoman, indtil han i 2002 stiftede det halvårlige avant-garde modemagasin DANSK Magazine, som blev distribueret over hele verden i 20 år og modtog stor respekt for sin eksperimenterende visuelle identitet med skandinavisk æstetik i fokus. Uffe Buchard har i den forbindelse kurateret udstillingerne 10 Years of DANSK – A Decade of Danish Fashion på Dansk Design Center samt udendørsudstillingen DANSK 15 – 15 Years of Fashionphotograpy. Han grundlagde også DANSK Daily, en daglig modeavis, der blev distribueret under Københavns modeuge.
I 1997 grundlagde Buchard Danmarks første bureau for kreative kræfter – Style Counsel – der var et agentbureau modefotografer, stylister og makeupartister. Buchards rolle udviklede sig hurtigt i retning mod disciplinen creative direction - i særdeleshed for større danske modebrands, hvor han skabte ideer til image kampagner og show koncepter.
I 2010 skiftede bureauet navn og blev til GrenaaBuchard, hvor ønsket var, udelukkende at fokusere på kreativ iscenesættelse. Buchard tog initiativ til Danmarks første modepris DANSK Fashion Awards, der eksisterede i fem år og siden også DANSK Design Talent i samarbejde med Magasin Fonden, der havde til formål at promovere de nye danske design talenter.
I 2014 blev Buchard partner og kreativ direktør i det kreative bureau Darling Creative Studio, der løser image-opgaver og kreativ iscenesættelse for en lang række mode- og interiørvirksomheder – herunder danske Georg Jensen og Fritz Hansen, skandinaviske Boozt Fashion og IKEA og internationale som eksempelvis Louis Vuitton.
Simultant har Uffe Buchard siden 2008 hver sæson skrevet trend-analyser for Elle og er desuden fast klummeskribent for Bo Bedre. Dertil fungerer han som fast dommer i mode- og designkonkurrencer som Elle Awards Arkiveret 13. maj 2020 hos  Wayback Machine, Design Awards og Magasin du Nord Fashion Pris. Uffe Buchard kommenterer ofte mode, interiør og livsstilsstof i de danske medier – bl. a. i en lang årrække med fast indslag i Go’ Morgen Danmark på TV2.
Siden 2007 har han også været fast monopolist i Danmarks mest populære radioprogram Mads & Monopolet (senere Sara & Monopolet) på P4 og er fast debattør på den ugentlige podcast Mads og A-holdet. I 2017 udgav han interiørbogen BLOMST Arkiveret 17. februar 2020 hos  Wayback Machine på Gyldendals forlag. I 2022 udgav han coffeetable bogen 15 Years of DANSK Magazine med international distribution.
I 2020 åbnede Uffe Buchard og partneren Jens Løkke et kunst- og design- guesthouse i Københavns centrum ved navn The Darling, som fokuserer på dansk heritage design og dansk progressiv samtidskunst. Buchard kuraterer og sælger kunsten fra hotellet og arbejder i dag både som kunstrådgiver og kurator. Dertil er han selv en energisk kunstsamler.
The Darling er blevet vist i en lang række designpublikationer, herunder Monocle, Elle Decoration UK, Conde Nast Traveller og The New York Times.
Uffe Buchard har de senere år specialiseret sig i rådgivning indenfor kreativ og strategisk branding.

## Karriere

### TV
| År        | Job                        | Sted                                                      |
| --------- | -------------------------- | --------------------------------------------------------- |
| 1995      | TV-vært                    | TV2 (Deluxe)                                              |
| 1995-1996 | TV-vært                    | TV3 (Monzoom)                                             |
| 1996-1998 | Modeskribent               | Jyllandsposten                                            |
| 1997      | Chefredaktør               | Viva                                                      |
| 1997-2010 | Partner & kreativ direktør | Style Counsel                                             |
| 1999-2002 | Moderedaktør               | Eurowoman                                                 |
| 2002-nu   | Stifter & chefredaktør     | DANSK Magazine                                            |
| 2003      | Sig selv                   | DR2 (Modebosserne / Dokumentar)                           |
| 2003-2006 | Modeskribent               | Politiken                                                 |
| 2007-nu   | Modekommentator            | TV2 / Go' Morgen Danmark                                  |
| 2007-nu   | Debattør                   | P3 Radio (Mads og Monopolet)                              |
| 2007-2015 | Stifter                    | DANSK DAILY (modeuge avis)                                |
| 2008-2012 | Stifter                    | DANSK Fashion Awards                                      |
| 2008-2015 | Klummeskribent             | ELLE (Uffes Klumme)                                       |
| 2010-2015 | TV-vært, coach & dommer    | Kanal 4 (Danmarks Næste Topmodel)                         |
| 2010-2014 | Partner & kreativ direktør | GrenaaBuchard (Kreativ Bureau)                            |
| 2013-nu   | Dommer                     | Dansk Design Talent – Magasin Prisen (Design Konkurrence) |
| 2013-2015 | TV-vært & dommer           | DR1 (Danmarks Skønneste Sommerhus)                        |
| 2014-nu   | Partner & kreativ direktør | Darling Creative Studio                                   |
| 2022-nu   | Partner                    | The Darling Art & Design Guest House                      |

### Ambassadør
| År   | Sted      |
| ---- | --------- |
| 2008 | Røde Kors |

### Priser
| År   | Pris                                     |
| ---- | ---------------------------------------- |
| 2009 | Årets Modeskribent                       |
| 2015 | Årets Modeformidler (ELLE Styler Awards) |
| 2015 | ELLE Prisen (ELLE Style Awards)          |